# Ekvivalensrelation
En ekvivalensrelation är inom matematiken en binär relation som är
reflexiv, symmetrisk och transitiv. En ekvivalensrelation på en mängd ger upphov till en partition av mängden i ekvivalensklasser.

## Definition
Relationen ~ på en mängd eller en annan klass A säges vara en ekvivalensrelation om följande villkor är uppfyllda:
- Reflexivitet, alla element a relaterar till sig själva:

{\displaystyle a\sim a\qquad \forall a\in A}
- Symmetri, om a relaterar till b, så relaterar b till a:

{\displaystyle a\sim b\Rightarrow b\sim a\qquad \forall (a,b)\in A^{2}}
- Transitivitet, om a relaterar till b som relaterar till c, så relaterar a till c:

{\displaystyle a\sim b\land b\sim c\Rightarrow a\sim c\qquad \forall (a,b,c)\in A^{3}}

## Exempel

### Relationen "="
Om ~ ovan ersätts med "=" och A med exempelvis de reella talen inses att den vanliga likhetsrelationen är en ekvivalensrelation.

### Relationen "är jämnårig med"
Relationen "är jämnårig med" kan också tolkas som en ekvivalensrelation:
- Den är reflexiv:

A "är jämnårig med" A för alla personer A.
- Den är symmetrisk:

Om A "är jämnårig med" B så är B "jämnårig med" A.
- Den kan tolkas som transitiv:

Om A "är jämnårig med" B och B "är jämnårig med" C så är A "är jämnårig med" C.
Om åldern hos en person anses vara ett heltal antal år, och utsagorna betraktas i ett bestämt tidsögonblick, bildar exempelvis alla 8-åringar en ekvivalensklass under denna ekvivalensrelation.
Som så ofta har emellertid utsagor från det verkliga livet inte lika väldefinierade sanningsvärden som matematiska utsagor brukar ha. En annan språkbrukare kanske menar att personer är jämnåriga om de är födda under samma kalenderår, vilket också ger en ekvivalensrelation (men inte samma som den ovanstående). Alla personer födda år 1995 bildar då en ekvivalensklass. Det ger dock den absurda effekten att två tvillingar som fötts ett par minuter före respektive efter nyårsmidnatten inte räknas som jämnåriga. Andra språkbrukare kan därför tänkas kalla personer jämnåriga, om deras födelsetider skiljer sig åt med mindre än ett år. Denna tredje tolkning ger en relation som visserligen är reflexiv och symmetrisk, men inte transitiv och  därför inte är en ekvivalensrelation.

### Relationen "större än"
Relationen större än är inte en ekvivalensrelation, eftersom den endast är transitiv. Relationen "större än eller lika med" är dessutom reflexiv, men inte symmetrisk.

### Kongruensrelationer
Givet ett fixt heltal m, säges två heltal a och b vara kongruenta modulo m, om differensen a-b är en heltalsmultipel av m. Detta ger en ekvivalensrelation på mängden ℤ av hela tal, för varje m. Om m är positivt, så delas ℤ up i precis m ekvivalensklasser.
Om m = 2, så är de två ekvivalensklasserna mängden av alla jämna tal och mängden av alla udda tal.

### Homotopi
Ett viktigt exempel på ekvivalensrelationer kommer från topologin. Två kontinuerliga funktioner f och g från ett topologiskt rum U till ett topologiskt rum V är homotopa (vilket skrivs f~g), om det finns en kontinuerlig funktion H från U × [0,1] till V, sådan att H(x,0) = f(x) och H(x,1) = g(x) för varje x i U. Beviset för att homotopirelationen verkligen är en ekvivalensrelation på mängden av alla kontinuerliga avbildningar från U till V är något tekniskt.

### Isomorfi
Isomorfier ger många exempel på ekvivalensrelationer på äkta klasser, som alltså inte är mängder. Låt C vara en kategori och O vara klassen av objekt i C. Två objekt a och b i O är isomorfa om det finns en isomorfi från a till b. Eftersom identitetsmorfismer är isomorfier, är isomorfirelationen på O reflexiv. Eftersom varje isomorfi från a till b har en "morfisminvers" från b till a, som också är en isomorfi, så är relationen symmetrisk. Slutligen är morfismsammansättningen av en isomorfi från b till c ∈ O och en isomorfi från a till b en isomorfi från a till c, så relationen är transitiv. Alltså är isomorfirelationen på O en ekvivalensrelation. Dess ekvivalensklasser kallas isomorfiklasser.